# Ніколаєва Валентина Вікторівна
Валенти́на Ві́кторівна Нікола́єва (10 вересня 1927, Якутськ) — український історик, дослідниця історії Якутії та суспільно-політичного життя в Україні 1920—1930-х років.

## Біографія
Народилася 10 вересня 1927 року в місті Якутську. 1949 року закінчила історичний факультет Якутського педагогічного інституту, 1953 року — аспірантуру Інституту історії АН СРСР. 1954 року захистила кандидатську дисертацію на тему: «Колективізація південних районів Якутії». У 1953—1969 роках працювала в Інституті мови, літератури та історії Якутського філіалу Сибірського відділення АН СРСР, у 1959—1965 роках — завідувач сектору історії. У 1969–1973 роках — молодший науковий співробітник, у 1973—1986 роках — старший науковий співробітник відділу історії соціалістичного будівництва Інституту історії АН УРСР. Брала участь у написанні колективних праць:
- «Історія Української РСР» (Том 6. — Київ, 1977);
- «История Украинской ССР» (Том 7. — Київ, 1984);
- «История Киева» (Том 3. — Книга 1. — Київ, 1985) та інших.